# Impia judeorum perfidia
Impia judeorum perfidia (Latijn voor De godslasterlijke trouweloosheid der joden) was een pauselijke bul, uitgevaardigd in 1244 door paus Innocentius IV, waarin opgeroepen werd tot de verbranding van de Talmoed.
De bul was gericht aan de Franse koning Lodewijk IX en hield naast de boekverbranding van de Talmoed in, dat ook het lezen en het eventueel verspreiden van dit boek strafbaar werd en zwaar gestraft diende te worden. Hierbij doelde de paus vooral op het in beslag nemen van wereldlijke goederen.
De drie eerste woorden van de bul Impia judeorum perfidia (de goddeloze misdaad van de Joden) waren niet de enige harde woorden van de bul (zo werden de Joden beschuldigd van "het begaan van enorme misdaden" en  werd van de Talmoed gezegd dat die vol stond met  "expliciete godslasteringen tegen God, Christus en de Maagd Maria").